# Asunción Balaguer

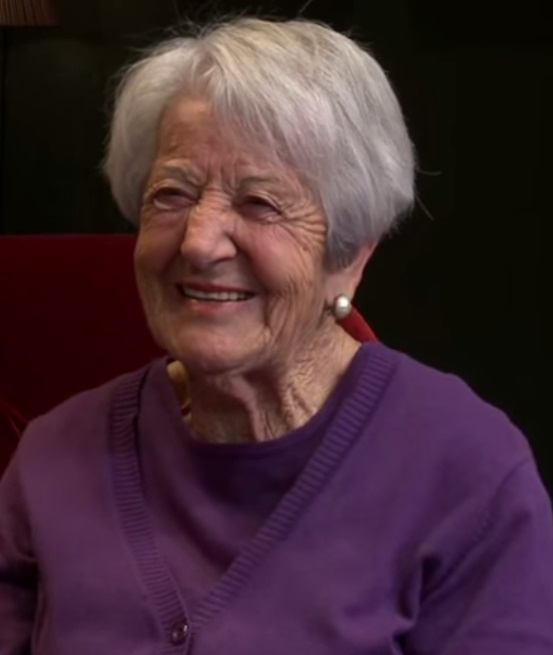
Asunción Balaguer

Asunción Balaguer Golobart, auf Katalanisch Assumpció Balaguer i Golobart, (* 8. November 1925 in Manresa; † 23. November 2019 in Cercedilla) war eine spanische Schauspielerin.

## Leben
Asunción Balaguer war schon in ihrer Jugend als Theater-Schauspielerin tätig. Sie heiratete 1951 den Schauspieler Francisco Rabal und zu dieser Zeit wurde sie in Film und Fernsehen aktiv. Bis 2016 war sie in mehr als 100 Film- und Fernsehproduktionen zu sehen.
Balaguer war Mitglied der Kommunistischen Partei Spaniens.
2012 erhielt sie für ihr Lebenswerk den Fernsehpreis TP de Oro. Die Spanish Actors Union zeichnete sie 2011 für ihr Lebenswerk aus, außerdem wurde sie 2014 als beste Nebendarstellerin geehrt für die Serie Grand Hotel.
Sie war die Mutter von Benito und Teresa Rabal sowie Großmutter eines Kindes namens Liberto.

## Filmografie (Auswahl)
- 1955: El canto del gallo
- 1982: Loca por el circo
- 1985: La hora bruja
- 1989: El sueño del mono loco
- 1991: Perfekte Frauen haben's schwer (Cómo ser mujer y no morir en el intento)
- 1991: El hombre que perdió su sombra
- 1991: El largo invierno
- 1993: El pájaro de la felicidad
- 1993: Cómo ser infeliz y disfrutarlo
- 1995: El palomo cojo
- 1995: Boca a boca
- 1995: Una casa en las afueras
- 1997: Memorias del Ángel Caído
- 1998: El evangelio de las maravillas
- 1998: Extraños
- 1999: Las huellas borradas
- 2000: Silencio roto
- 2000: El sueño del caimán
- 2001: ¿Tú qué harías por amor?
- 2001: Sólo mía
- 2002: Días de boda
- 2002: Primer y último amor
- 2002–2003: Géminis, venganza de amor (Fernsehserie, 125 Folgen)
- 2004: Un día sin fin
- 2004: Mala uva
- 2005: Las llaves de la independencia
- 2006: The Baby’s Room (Películas para no dormir: La habitación del niño)
- 2007: Myway
- 2009: Fuga de cerebros
- 2010: Pájaros de papel
- 2011–2013: Grand Hotel (Gran Hotel, Fernsehserie, 39 Episoden)
- 2015–2016: Olmos y Robles (Fernsehserie, 16 Folgen)